# Бомба-Питер
Бомба-Питер (Bomba-Piter Inc.) — российская музыкальная компания, созданная 1 февраля 1994 года в Санкт-Петербурге музыкальным продюсером Олегом Грабко.
С мая 2022 года компания влилась всеми активами в ООО «Балт-Мьюзик» и прекратила существование.

## Начало (1992—1994)
В апреле 1992 года, в Санкт-Петербурге, неподалёку от м. Удельная, Олег Грабко основал первый в городе рок-магазин, располагавшийся в полуподвале жилой многоэтажки по адресу улица Манчестерская, д. 10.
Весной 1993 года магазину пришлось переехать на соседнюю улицу — Гаврскую, в дом 4, где он просуществовал до декабря.

## Создание дистрибуции Bomba (1994—1998 гг.)
Объединившись с новыми литовскими и московскими друзьями — Римасом Алишаускасом, Гедрюсом Климкявичусом (Zona rec.) и московскими предпринимателями Валерием Лотаревым и Евгением Петровичем Маркиным, — Грабко создал компанию «Бомба-Питер». 1 февраля 1994 года на ул. Днепропетровская, д. 4 был открыт первый офис компании.
Уже в феврале «Бомба-Питер» начала импортировать легально изданные на западе компакт-диски (Warner, Poligramm, EMI, SONY, Castle Communication, Elap etc.). Главной задачей на тот момент было обеспечение дистрибуции легальных дисков на всём пространстве бывшего Советского Союза (территория СНГ). Были созданы филиалы — Bomba (Vilnus), Бомба-М (Москва), Бомба-Ростов, Бомба-Уфа, Бомба-Одесса и пр.
К 1998 году франшиза Бомбы была в 28 городах СНГ. Весь импорт поставлялся через Бомбу-Питер и грузовым и ж/д транспортом поставлялся в регионы. Финансовый кризис 1998 года уничтожил эту схему в один месяц, оставив на плаву только три головные предприятия: Bomba (Vilnus), Бомба-М и Бомба-Питер.
В то же время в сотрудничестве с известным питерским коллекционером Сергеем Фирсовым и журналистом Андреем Бурлакой Бомба-Питер под лейблом Manchester files начинает выпускать свои первые аудиокассеты из архива русского рока.
Первые издания: Александр Башлачёв «Третья столица», БГ «Песни и Стихи», Егор Летов «Русское поле экспериментов», Янка «Продано!» и Телевизор «Отечество иллюзий» стали массово популярны.
В 1996 году Олег Грабко начал продюсирование (запись, выпуск и продвижение) собственных проектов.
Первым в январе 1996 года в Петербургскую студию грамзаписи был приглашён нижегородский рокер Алексей «Полковник» Хрынов. В записи приняли участие друзья Сергей «Чиж» Чиграков, Леонид «Лёнчик» Фёдоров (АукцЫон), Дмитрий «Лысый» Некрасов (Нижний Новгород)(ДНК), Евгений «Мощный» Баринов (Чиж и Ко), Андрей «Худой» Васильев (ДДТ) и Михаил Коловский (АукцЫон).
Летом того же года Полковник выступил перед ДДТ на фестивале «Наполним небо добротой». Осенью к туру по России с группой АукцЫон вышел сингл, а к Новому году и альбом Полковник и Однополчане «Первый призыв».
В том же году был заключён долгосрочный контракт с Петербургской Студией Грамзаписи на выпуск серии «Галерея Классической Музыки» на компакт дисках и кассетах, в которую вошли записи, изготовленные на студии «Мелодия» с 70-х годов. В серию вошли популярные классические произведения в исполнении представителей петербургской школы. Такие дирижёры мирового уровня, как Евгений Мравинский, Лазарь Гозман, Юрий Темирканов, Александр Дмитриев, Андрей Аниханов, Владимир Альтшулер, Виктор Фёдоров, пианисты Павел Серебряков, Павел Егоров, Валерий Вишневский, Игорь Урьяш, Анна Межирова, солисты Мариинского театра и др.
На сегодня эта серия состоит из 100 компакт-дисков и имеет две премии Международной федерация производителей фонограмм (IFPI).

## Проекты (1998 — 2022)
Начиная с 1996 года, Бомба-Питер активно участвовала во всех фестивалях, форумах, организовывала концерты и искала новых исполнителей в любом жанре (кроме поп музыки и шансона).
Сохраняя традиции в сериях «Архив Русского Рока» и «Галерея Классической Музыки», на студиях Добролёт, Мелодия, Акустик Лайн и др. записывались Машнин Бэнд (альбомы «Жэлезо» и «Бомба»), сольный альбом лидера группы АукцЫон Леонида Фёдорова «Четыресполовинойтонны», Николая Гусева (Странные Игры, Авиа, НОМ) «Исправленному верить», группы «Ё» (Половина лица" и «Балтийское счастье»), Король и Шут «Камнем по голове» и «Ели мясо мужики», Терем Квартет «Собачий вальс», Олег Погудин «Можно мне Вас тихонько любить…», Кукрыниксы, Пилот «Война», P.C.P. («Walking the Doggy» и «Let’s Dance»), Pushking («10-й круг» и пр.), Мультфильмы, Джан Ку, Ночные Снайперы, сольные альбомы Игоря Романова (Земляне, Союз, Алиса), Святослав Задерий (Алиса), Дмитрий Ревякин (Калинов Мост). В то же время издавались лучшие записи и музыка советских композиторов: Вениамина Баснера («Целую ночь соловей нам насвистывал», «На всю оставшуюся жизнь»), Андрея Петрова («Музыкальный киномарафон», «Оркестровые работы»), оркестр Анатолия Бадхена «Объяснение в любви».
В начале 2000 годов был взят курс на молодые имена: Торба-на-Круче, O.S.A., Sport, Пасхальное шествие (Харьков), выходили записи не только российских, но и зарубежных групп: 5TA Herdeilin (Исландия), Johns Quijote (Норвегия).
Были созданы проекты: «Русская музыка на русских инструментах» в исполнении Санкт-Петербургского Двойного Дуэта «Ма. Гр. Иг. Ал.», записывались и выпускались на дисках шедевры русского романса в исполнении Олега Погудина, Николая Копылова, Ларисы Луста, Марины Ласло, выходят записи Максима Леонидова, Вадима Курылёва, Гавриила Лубина, Александра Чернецкого, переложения для гитары произведений Баха в исполнении Владимира Кузнецова, записи джазовых оркестров и солистов (Андрей Кондаков, Swing Couture, VeDaKi, и т.д), коллективы в стиле World Music (Rastrelli Cello Quartet, Quart Ru, Remolino Quintet, etc.), drum’n’bass подлейбл Perforated records популяризирует электронную экспериментальную музыку («Ёлочные Игрушки», «Alexandriod», «Klutch», etc.).
С самого начала Sergey Kuryokhin International Festival (SKIF) сотрудничал с Bomba-Piter inc. и выпускал на лейбле коллекции записей российского музыканта Сергея Анатольевича Курёхина. в 2008 году на DVD вышел фильм Владимира Непевного, в котором сам музыкант рассказывал о себе.
В 2004 году в Санкт-Петербурге прошёл посвящённый 10-летнему юбилею фирмы фестиваль — серия юбилейных концертов на многих площадках города.
В 2011 году с фирмой Петербургская студия грамзаписи был подписан контракт на цифровую дистрибуцию классической музыки. В то же время, начиная с 2011 года, компания в альтернативу цифровой дистрибуции вернулась к изданию музыки на виниле, подготавливая особенно тщательно каждое издание (аналоговый мастеринг, оригинальный дизайн-макет). Первые релизы (ДДТ, Marksheider Kunst, Reel, Странные Игры и пр.) были оценены аудиофилами[уточнить]. Однако переиздание альбомов ДДТ было прекращено после двух релизов.
В 2014 году в «Зале Ожидания» прошёл гала концерт, посвящённый 20-летию компании с участием более десятка групп и музыкантов (НОМ, Снега, Gruppa L’eto, Скворцы Степанова, Ямайский и островитяне, Театр Вампука, Максим ИвАнов (Торба-на-Круче), Странные игры и пр.)
В 2016 году компанией компанией был создан физический формат выпуска музыки под названием «Music Post Card».
Принцип использования очень прост — Music Post Card это почтовая открытка, которая содержит уникальный скретч-код, стирая который адресат получает доступ к контенту открытки, находящемуся на сайте. На 2022 год в этом формате вышло около 20 альбомов и музыкальных сборников различных исполнителей.
В 2017 году компания «Bomba-Piter inc.» при участии продюсера Максима Фёдорова выпустила коллекцию — более ста песен в исполнении Павла Смеяна, которые артист записал за годы своей творческой деятельности.
За почти тридцать лет работы в компании работало более сотни человек, многие из которых стали знаковыми персонами в музыкальной индустрии России.
В каталоге компании на 2022 год более 60 тысяч треков, около 8 тысяч синглов и альбомов, клипов и склад физических носителей всех стилей, кроме: CD, DVD, Blu-ray, микрокассеты.
В мае 2022 года компания Бомба-Питер прекратила существование, весь актив авторских и смежных прав, а также остатки физических носителей были переданы ООО «Балт-Мьюзик». ООО «Балт-Мьюзик» существует с 2000 года в качестве дочерней компании, управляющей розничным магазином Play в Санкт-Петербурге на улице Караванной, дом 1 и цифровой дистрибуцией каталога.

## Охота!(Серия Сборников)
Охота! — серия сборников, выпускается с 2000 года, в начале нулевых он бесплатно распространялся с музыкальным журналом FUZZ, затем в качестве приложения к журналу «Петербургский Музыкант», а с 2010 года на стриминговых платформах — «Яндекс Музыка», Apple Music, Spotify.
В 2022 году вышел Юбилейный двойной промо сборник независимых музыкантов «Охота!-100 МИР vs война" с участием всех звёзд российской музыки, которые выбрали по одному треку малоизвестных исполнителей. Со 101 сборника он выходит только в цифровом формате.
Продюсером и составителем всех сборников был генеральный директор и продюсер Bomba-Piter inc. Олег Грабко, в 2022 году вышел последний сборник "Охота!-104". 
Треки из сборников «Охота!» транслируются на независимых радиостанций, синхронизируются в кино и сериалах, увеличивая аудиторию новых независимых музыкантов.

## Music Post Card
В 2016 году компанией Bomba-Piter inc. был создан формат под названием «Music Post Card» и на данный момент на нем вышло 20 альбомов и музыкальных сборников различных исполнителей.
Пластинки, кассеты, диски, флешки – все это носители, на которых можно слушать музыку. Но согласитесь, с эрой Интернета эти артефакты постепенно стали терять свою актуальность. Однако, Бомба-Питер выступает за то, чтобы у музыки было физическое воплощение, ведь это так приятно, когда любимые песни можно «потрогать».
Немного поразмыслив, мы создали новый формат. Очень легкий, немного отдающий такой модой олдскульной волной и приятной ностальгией. Физический облик – открытка, старая добрая почтовая открытка, которую можно послать в любой город, любую страну и поделиться своей музыкой с каждым.
Принцип использования очень прост – Music Post Card (MPC для краткости) содержит уникальный скретч-код, стирая который адресат получает доступ к контенту открытки, находящемуся на нашем сайте – www.mpcbp.ru.
Не обязательно записывать на MPC свою музыку, сделать приятный музыкальный сюрприз можно записав сет из любимых или тематических треков или даже спрятав там секретное аудио или видео-послание. MPC – может быть как трогательным подарком, так и дополнительным инструментом для продвижения творчества. — Олег Грабко, 2016.

## Дискография Bomba-Piter inc (CD)
- Аквариум, «Скоро кончится век» (1996 г., Германия. CDMAN001-96)
- Группа «Ё», «Половина лица» (1996 г., Россия. CDMAN002-96)
- Егор Летов, «Концерт в городе-герое Ленинграде» (1996 г., Россия. CDMAN003-96)
- Янка, «Продано!» (1996 г., Россия. CDMAN004-96)
- Король и Шут, «Камнем по Голове» (1997 г., Россия. CDMAN005-96)
- Дмитрий Ревякин, «Охта» (1997 г., Россия. CDMAN006-96)
- Юрий Шевчук и Александр Башлачёв, «Кочегарка» (1997 г., Германия. CDMAN007-96)
- Полковник и Однополчане, «Первый призыв» (1996 г., Россия. CDMAN008-96)
- МашнинБэнд, «Жэлезо» (1997 г., Германия. CDMAN009-97)
- Б. Г., «Стихи, песни» (1997 г., Германия. CDMAN010-97)
- Святослав Задерий, «В Рок-н-Ролльном сите» (ex-Алиса) (1997 г., Германия. CDMAN011-97)
- Николай Гусев, «Исправленному верить!» (НОМ, Странные игры, АВИА) (1997 г., Германия. CDMAN012-97)
- P.C.P., «Walkin' the Doggy» (drun’n’bass) (1997 г., Германия. CDMAN013-97)
- Леонид Фёдоров (АукцЫон) (1997 г., Германия. CDMAN014-97) переиздан в России в 1999 году.
- АукцЫон «Вернись в Сорренто» (1997 г., Германия. CDMAN016-97)
- АукцЫон «Д’Обсервер» (1997 г., Германия. CDMAN017-97)
- Олег Гаркуша «Гаркундель» (2000 г., Россия. CDMAN018-00)
- Полковник и Однополчане «Война и Любовь» (1999 г., Россия. CDMAN019-99)
- Забытая Память, «Психопад» (2009 г., Digital Album, INTMAN 152)
- Забытая Память, «Вермат» (2010 г., Digital Album, INTMAN 1414)
- Забытая Память, «Душевнобольной — Антология» (2010 г., Digital Album, INTMAN 1456)
- Забытая Память, «БЕГ 1» (2016 г., Россия, CD)
- Забытая Память, «БЕГ 2» (2016 г., Россия, CD)
- Павел Матвеев, «Белый Шум 1» (2014 г., Digital Album, INTMAN 1801)
- Павел Матвеев, «Белый Шум 2» (2014 г., Digital Album, INTMAN 1802)
- Егор Летов «Русское Поле Эксперимента (Акустика)» (1998 г., Германия (slim box). CDMAN020-98) переиздан в России в 2002 году.
- Машнинбэнд «Бомба» (1999 г., Россия. CDMAN021-99) первое издание на CDR в стерео варианте (100 шт.), второе издание на Уральском Электроном Заводе по вине оператора вышло в моно варианте. Переиздан в 2006 году в стерео + альбом «Трезвые Злые» (см. CDMAN269-06)
- Олег Погудин «Можно мне Вас тихонько любить…» (Песни Александра Вертинского) (1998 г., Германия. CDMAN022-98) переиздан в России в 2002 и 2007 годах.
- Кукрыниксы (1999 г., Россия. CDMAM022-99)
- Пилот «Война» (1999 г., Россия. CDMAN023-99)
- Владимир Кузнецов «На пути к Баху» (1999 г., Россия. CDMAN024-99)
- СашБаш & Алиса «Чернобыльские Бобыли на краю света» (1999 г., Россия. CDMAN025-99)
- Терем Квартет «Собачий вальс» (1999 г., Германия. CDMAN027-99)
- Pushking vol.I (1999 г., Россия. CDMAN028-99) (два варианта буклета)
- Pushking vol.II (1999 г., Россия. CDMAN029-99) (два варианта буклета)
- Pushking «10-й круг» (1999 г., Россия. CDMAN030-99) (два варианта буклета)
- Игорь Романов «Zooфилические Фантазии» (1999 г., Россия. CDMAN031-99)
- Пилот «Жывой Концерррт» (1999 г., Россия. CDMAN032-99)
- Гражданская оборона «Последний концерт в Таллине» (1999 г., Россия. CDMAN033-99)
- Гражданская оборона «Русский прорыв в Ленинграде» (1999 г., Россия. CDMAN034-99)
- Янка и Гражданская Оборона «Концерт в МЭИ 17.02.90» (1999 г., Россия. CDMAN035-99)
- «Охота 1» (2000 г.)
- Король и Шут «Ели мясо мужики» (2000 г., Россия. CDMAN036-00)
- Король и Шут «Ели мясо мужики» (коллекционное издание с бонусами и буклетом) (2003 г., Россия. CDMAN036-03)
- Очарование России «У нас нонче субботея…» (2000 г., Россия. CDMAN037-00)
- Андрей Вершинин «Голову туманит не вино» (2000 г., Россия. CDMAN038-00)
- МультFильмы «StereoСигнал» (2000 г., Россия. CDMAN039-00)
- Николай Копылов «У камина» (2000 г., Россия. CDMAN040-00)
- Николай Копылов «Две гитары» (2000 г., Россия. CDMAN041-00)
- А. В. О. С. Ь. «Документальный сон» (2000 г., Россия. CDMAN042-00)
- Ночные Снайперы «Детский лепет» (2000 г., Россия. CDMAN043-00)
- Олег Погудин «Я сохраню слова любви…» (2000 г., Россия. CDMAM044-00)
- Scary B.O.O.M. «Пища Богов» (2000 г., Россия. CDMAN045-00)
- Игорь Романов «Achtung! Ахтунг!» (2000 г., Россия. CDMAN046-00)
- Сергей Беликов «Где-то меж правдой и истиной» (2000 г., Россия. CDMAN047-00)
- Pushking «To all the Losers» (2000 г., Россия. CDMAN048-00)
- Фёдоров-Волков-Курашов «Зимы не будет» (2000 г., Россия. CDMAN049-00)
- Андрей Петров «Оркестровые сочинения» (2000 г., Россия. CDMAN050-00)
- Андрей Петров «Музыкальный киномарафон» (2000 г., Россия. CDMAN051-00)
- Компания «Ё» «Две тонны» (2000 г., Россия. CDMAN052-00) — издано на CDR тиражом 100 экземпляров
- Джан Ку «Лабиринт» (2000 г., Россия. CDMAN053-00)
- Зоо-Парк «реМайк» (2000 г., Россия. CDMAN054-00)
- Чайковский/Begemot «Blue Maria» (2000 г., Россия. CDMAN055-00)
- Олег Погудин «Панихида Хрустальная» (2001 г., Россия. CDMAN056-01)
- Владимир Кузнецов и Projectus «Пастораль» (транскрипции И. С. Баха для гитар) (2000 г., Россия. CDMAN057-00)
- Pushking «Keepers ot the Nature And Art» (2000 г., Россия. CDMAN058-00)
- Зимовье Зверей «Число Человека» (2000 г., Россия. CDMAN059-00)
- Мануфактура «Зал Ожидания» (2010, Россия. CDMAN060-10)
- Vermicelli Orchestra «Anabasis» (2001 г. Россия. CDMAN061-00)
- Духовой оркестр Санкт-Петербурга «Церемониальные произведения» (2001 г., Россия. CDMAN062-01)
- S.O.S. «ИЗумруды, Степь, Цветы» (2001 г. Россия. CDMAN063-01)
- Зимовье зверей «Конец цитаты» (2001 г. Россия. CDMAN064-01)
- Зимовье зверей «Вещи со своими именами / Возвращение именных вещей» (2001 г. Россия. CDMAN065-01)
- Павел Кашин «Пламенный посланник» (2001 г. Россия. CDMAN066-01)
- Игорь Корнелюк «Мастер и Маргарита. Музыка к фильму» (2010 г., Россия. CDMAN 428-10)
- Игорь Корнелюк «Тарас Бульба. Музыка к фильму» (2010 г., Россия. CDMAN 429-10)
- релизы на кассетах сохранились только в каталогах и в памяти, поэтому его вряд ли стоит воспроизводить здесь, но, если будет интересно, я готов, О. Г.)
- «Охота»(Части 62-69) (2016 г.)
- Рудольф Шуман «Get Blues!» (2016 г., Digital Album, INTMAN 2289)
- Елена Суржикова «Песни, заказанные душой…» (2016 г., Digital Album, INTMAN 2293)
- Лучшие группы промо сборника «Охота!» 2016 года (2016 г., Music Post Card, MCL013-16)
- Рудольф Шуман «Тень» (2017 г., Digital Album, INTMAN 2462)
- Рудольф Шуман «Лучшее за 5 лет» (2018 г., CD-R)
- Рудольф Шуман «San Miguel» (2020 г., СИНГЛ INTMAN 3047)
- Рудольф Шуман «The Game» (2020 г., Digital Album, INTMAN 3226)
- Рудольф Шуман «Retrospective» (2023 г., EP INTMAN 4184)
- Рудольф Шуман & SimoNa «Simona» (2025 г., EP INTMAN 5104)

## Судебные разбирательства
В 2012 году издательство «Бомба-Питер» проиграло дело о незаконном использовании художественного оформления для выпуска двух дисков из своего каталога дизайнеру Александру Фалдину (Fallindesign), заявившему о нарушении прав спустя 7 лет после предоставления издателю полных прав на выпуск дисков с утверждённым оформлением.